# Rio Pomba (Minas Gerais)
Rio Pomba è un comune del Brasile nello Stato del Minas Gerais, parte della mesoregione della Zona da Mata e della microregione di Ubá.